# Héroe de leyenda
Héroe de leyenda è un EP della rock band spagnola Héroes del Silencio.

## Tracce
1. Héroe de leyenda (version maxi)
2. El mar no cesa
3. La lluvia gris
4. Héroe de leyenda

## Componenti
- Enrique Bunbury - Voce
- Joaquin Cardiel - Basso
- Juan Valdivia - Chitarra
- Pedro Andreu - Batteria